# William Nuckolls
William Thompson Nuckolls (ur. 23 lutego 1801 koło Hancockville, Karolina Południowa, zm. 27 września 1855 koło Hancockville) – amerykański polityk, członek Izby Reprezentantów.
W 1820 ukończył South Carolina College (późniejszy Uniwersytet Karoliny Południowej) w Columbia. Z dyplomem prawnika został w 1823 przyjęty do palestry i praktykował w Spartanburgu. W latach 1827–1833 zasiadał w Izbie Reprezentantów trzech kolejnych kadencji jako przedstawiciel zwolenników prezydenta Andrew Jacksona. Zmarł 27 września 1855 na swojej plantacji koło Hancockville. 